# Ligny-le-Ribault
Ligny-le-Ribault is een gemeente in het Franse departement Loiret (regio Centre-Val de Loire). De plaats maakt deel uit van het arrondissement Orléans. Ligny-le-Ribault telde op 1 januari 2022 1.255 inwoners.

## Geografie
De oppervlakte van Ligny-le-Ribault bedroeg op 1 januari 2022 59,21 vierkante kilometer; de bevolkingsdichtheid was toen 21,2 inwoners per km².

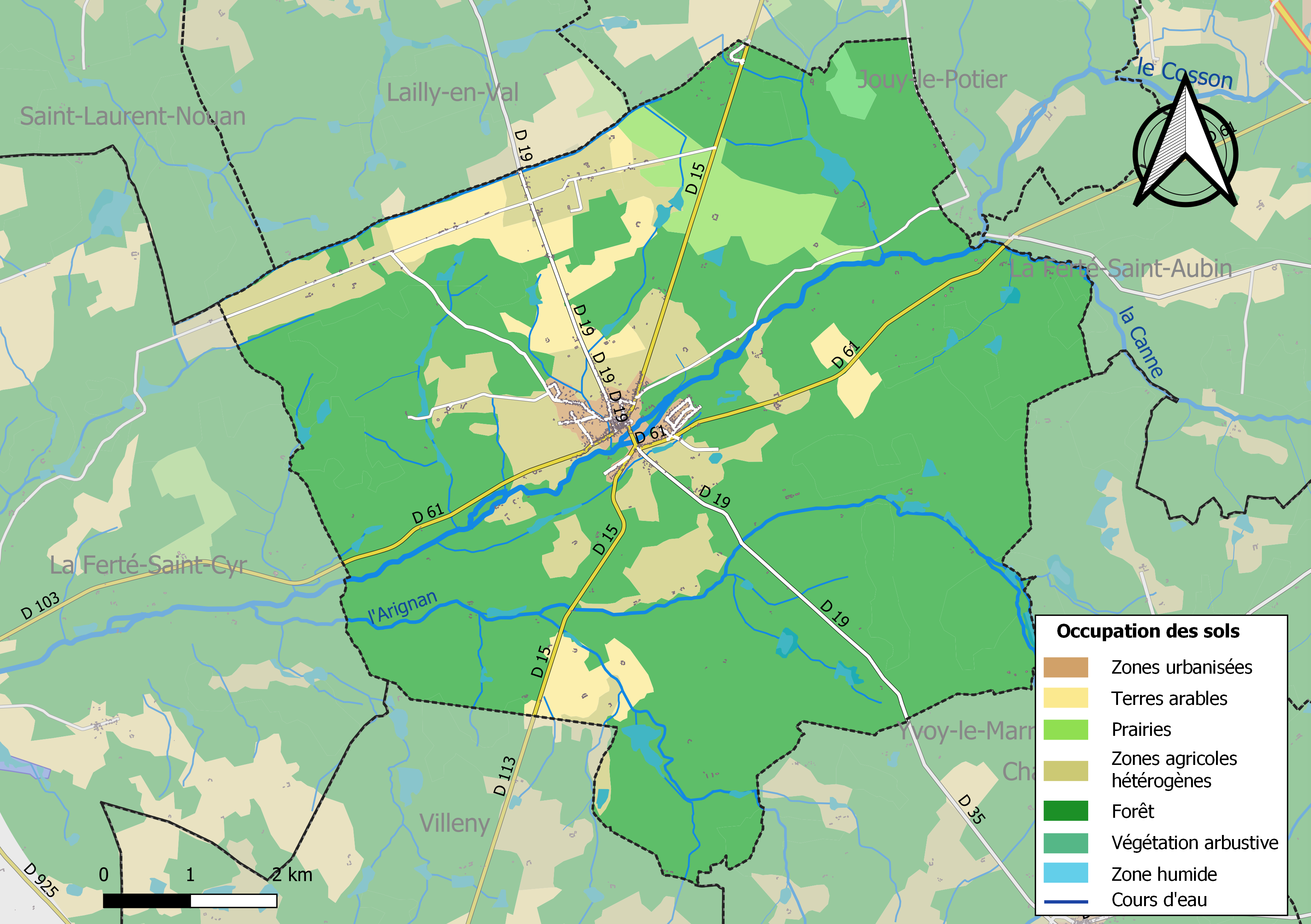
Kaart van de gemeente met de belangrijkste infrastructuur, bodemgebruik en omliggende gemeenten

## Demografie
Onderstaande figuur toont het verloop van het inwonertal (bron: INSEE-tellingen).